# 朝田昌貴
朝田 昌貴（あさだ まさたか、1963年10月25日 - 2004年12月26日）は、東京都浅草出身のお笑いタレント（主にものまね）。本名同じ。血液型はA型。

## 来歴・人物
小学生の頃から先生や教師のものまねが優れており、台東区立蔵前中学校（現・台東区立浅草中学校）時代は職員室に呼ばれ、全教師のものまねを披露するほどの実力だった。その後、高輪商業高校、服部栄養専門学校に進学し、資生堂パーラーに勤務する。
20代の時、天才・たけしの元気が出るテレビ（日本テレビ）の企画・北国演歌ツアーに出演し、ものまねの才能を見出されプロに転向する。サムシングリアルという事務所に所属し、得意分野は懐メロで18番は美空ひばり。全日本そっくり大賞（テレビ東京）に出演しチャンピオンになって100万円を獲得する。
その後、ものまね王座決定戦（フジテレビ）に出演してribbonに勝利し、楽屋でribbonにものまねの指導をした。
また、当人が尊敬する淡谷のり子の前で淡谷のり子のものまねを披露しリアクションを得た。しかし、ネタがごく一部の限定された高齢者にしか理解されない為、人気が全くあがらなかった。なお、審査員だった淡谷のり子はこのものまねに対し、自身最低点となる６点（10点満点）を２度つけている。
2004年12月、持病の糖尿病の合併症で急逝。41歳没。愛称はマッくん。

## 出演番組

### テレビ
- ものまね王座決定戦（フジテレビ）

### ものまねレパートリー
- 島倉千代子
- 美空ひばり
- ディック・ミネ
- 淡谷のり子
- 田谷力三
- 都はるみ
- 三橋美智也
- 渡辺はま子
- 東海林太郎

ほか